# Cops and Robbers
Cops and Robbers is een nummer van de Britse alternatieve rockband The Hoosiers uit 2008. Het is de vierde single van hun debuutalbum The Trick to Life.
Het nummer staat bekend om de opvallende overeenkomsten met The Lovecats van The Cure. "Cops and Robbers" gebruikt de metafoor van spelletjes op het schoolplein ("politie en boefje") in de kindertijd als metafoor voor de machtsdynamiek in de moderne maatschappij. Ook wil de band een statement maken over hoe simpele media de manier waarop mensen denken kunnen beïnvloeden. Het nummer werd enkel in het Verenigd Koninkrijk een kleine hit, waar het de 24e positie bereikte.

## Tracklijst
- Cd-single

1. "Cops and Robbers"
2. "Goodbye Mr A" (live from Shepherd's Bush Empire)